# Bernard Fresson
Bernard Fresson (1931-2002) foi um ator francês que trabalhou principalmente no cinema.
Nascido em Reims, Fresson frequentou o Lycée privé Sainte-Geneviève, especializando-se em direito. Estudou na aula de teatro de Tania Balachova em Paris e mais tarde integrou o Teatro Popular Nacional de Jean Vilar no Palais de Chaillot.
Ele fez sua estreia nas telas no filme Hiroshima, Meu Amor, de Alain Resnais, como um soldado alemão. Seus papéis notáveis no cinema incluem: Gilbert em A Prisioneira (1968), Inspetor Barthelmy em French Connection II de John Frankenheimer (1975), Scope em O Inquilino de Roman Polanski (1976), Francis em Garçon! (1983), Morin na rua sem volta (1989) e Vincent Malivert na Place Vendôme (1998). Ele também apareceu no filme Z de Costa-Gavras, de 1969.
Por seus papéis em Garçon! e Place Vendôme, Fresson recebeu uma indicação ao César de Melhor Ator Coadjuvante.
Bernard Fresson formou-se na HEC Paris em 1953.